# Michael H. Schenk
Michael Herwig Schenk (* 7. Juni 1955 in Bonn) ist ein deutscher Fantasy-, Historik- und Science-Fiction-Autor.

## Leben
Nach seinem Realschulabschluss 1972 in Bonn begann er eine Lehre zum Augenoptiker, bevor er aus gesundheitlichen Gründen zum Bundesamt für Bevölkerungsschutz und Katastrophenhilfe wechselte. Dort wurde er Ausbilder und später Lehrkraft. Auf Grund einer chronischen Erkrankung ist Schenk schwerstbehindert. Er ist zum zweiten Mal verheiratet und lebt mit seiner Familie in Nordrhein-Westfalen.
Im Jahr 1980 veranstaltete Schenk auf dem Truppenübungsplatz Baumholder das erste Reenactment zum nordamerikanischen Bürgerkrieg auf deutschem Boden. Sein besonderes Interesse gilt im historischen Bereich jenen Deutschen, die am nordamerikanischen Bürgerkrieg und den Indianerkämpfen beteiligt waren.
2006 veröffentlichte er den ersten Roman seiner Pferdelords-Reihe, die auf zwölf Romane ausgelegt ist. Nachdem der Cora Verlag die Serie nicht zu Ende führen konnte, beschloss er den Wechsel zum Arcanum Fantasy Verlag, was vorläufig eine Unterbrechung der regelmäßigen halbjährlichen Erscheinungsweise bedeutet. Zum Pferdelord-Universum gehören aber noch andere Bücher, wie die Zwerge der Meere-Reihe. Neben der Fantasy schreibt er auch Thriller. Derzeit veröffentlicht er zwei Serien. „Sky-Navy“ gehört zum Bereich der Science Fiction, „Pferdesoldaten“ schildert die (fiktive) Geschichte von Angehörigen der 5th U.S.-Cavalry. In dieser historischen Western-Reihe integriert er seine Protagonisten in meist historisch verbürgte Ereignisse. In einem Anhang geht er dabei auf die tatsächlichen Gegebenheiten ein und räumt mit manchem Klischee auf. Die Romane um die Pferdesoldaten beginnen im Jahr 1838 mit den „U.S.-Dragoons“ und sollen bis zum Jahr 1897 handeln, in dem die U.S.-Kavallerie erstmals (abgesehen von den Spencerm, die sie nur während des Bürgerkrieges erhielt) mit mehrschüssigen Karabinbern ausgestattet wurde.

## Werke

### Die Pferdelord-Reihe (Fantasy)
- Die Pferdelords 01 – Die Pferdelords und der Sturm der Orks. MIRA-Verlag, 2006, ISBN 978-3-89941-356-4.
- Die Pferdelords 02 – Die Pferdelords und die Kristallstadt der Zwerge. MIRA-Verlag, 2006, ISBN 978-3-89941-357-1.
- Die Pferdelords 03 – Die Pferdelords und die Barbaren des Dünenlandes. MIRA-Verlag, 2007, ISBN 978-3-89941-358-8.
- Die Pferdelords 04 – Die Pferdelords und das verborgene Haus der Elfen. MIRA-Verlag, 2007, ISBN 978-3-89941-402-8.
- Die Pferdelords 05 – Die Pferdelords und die Korsaren von Um´briel. MIRA-Verlag, 2008, ISBN 978-3-89941-471-4.
- Die Pferdelords 06 – Die Pferdelords und die Paladine der toten Stadt. MIRA-Verlag, 2008, ISBN 978-3-89941-527-8.
- Die Pferdelords 07 – Die Pferdelords und das vergangene Reich von Jalanne. MIRA-Verlag, 2009, ISBN 978-3-89941-601-5.
- Die Pferdelords 08 – Die Pferdelords und das Volk der Lederschwingen. MIRA-Verlag, 2009, ISBN 978-3-89941-672-5.
- Die Pferdelords 09 – Die Pferdelords und die Nachtläufer des Todes. Arcanum-Verlag, 2011, ISBN 978-3-939139-15-7.
- Die Pferdelords 10 – Die Pferdelords und die Bruderschaft des Kreuzes. Arcanum-Verlag, 2012, ISBN 978-3-939139-17-1.
- Die Pferdelords 11 – Die Pferdelords und die Schmieden von Rumak. Arcanum, 2013, ISBN 978-3-939139-19-5.
- Die Pferdelords 12 – Die Pferdelords und der Ritt zu den goldenen Wolken. Arcanum, 2016, ISBN 978-3-939139-20-1.

### Fantasy-Romane (aus der Welt der Pferdelord-Reihe)
- Die Zwerge der Meere. Arcanum Fantasy Verlag, 2010, ISBN 978-3-939139-11-9.
- Die Ei-Geborenen – Die Wächter von Aldon-Reet. Neobooks, 2014, ISBN 978-3-8476-9816-6.
- Eolanee – Vom Klang des Waldes und dem Gesang der Schwerter. Neobooks, 2014, ISBN 978-3-8476-8856-3.
- Die Zwerge der Meere 2 – Velara und das Reich der 7 Inseln. Arcanum Fantasy Verlag, 2017, ISBN 978-3-940928-17-7.
- Wolken, Land und Wasser. Neobooks Verlag, 2021, ISBN 978-3-7541-0722-5.

### Science-Fiction
- Sky-Troopers. Saphir-im-Stahl, 2015, ISBN 978-3-943948-47-9.
- Sky-Troopers 02 – Die Beutewelt. Saphir-im-Stahl, 2016, ISBN 978-3-943948-65-3.
- Sky-Navy 01 – Die letzte Schlacht. Neobooks, 2016, ISBN 978-3-7380-7654-7.
- Sky-Navy 02 – Die Vergessenen. Neobooks, 2016, ISBN 978-3-7380-8298-2.
- Sky-Navy 03 – Kein Kontakt zu Regan III. Neobooks, 2016, ISBN 978-3-7380-9521-0.
- Sky-Navy 04 – Finale auf Regan III. Neobook, 2017, ISBN 978-3-7380-9953-9.
- Sky-Navy 05 – Das schweigende Schiff. Neobooks, 2017, ISBN 978-3-7427-8038-6.
- Sky-Navy 06 – Der letzte Pirat. Neobooks, 2017, ISBN 978-3-7427-5651-0.
- Sky-Troopers 03 – Piraten. Saphir-im-Stahl, 2017, ISBN 978-3-943948-99-8.
- Sky-Navy 07 – Jäger und Gejagte. Neobooks, 2018, ISBN 978-3-7427-4955-0.
- Sky-Navy 08 – Der Wrack-Planet. Neobooks, 2018, ISBN 978-3-7427-3801-1.
- Sky-Troopers 04 – Das Sandschiff. Saphir-im-Stahl, 2018, ISBN 978-3-96286-008-0.
- Sky-Navy 09 – Im Nebel. Neobooks, 2018, ISBN 978-3-7427-2523-3.
- Sky-Navy 10 – Feind ohne Gesicht. Neobooks, 2018, ISBN 978-3-7427-1169-4.
- Sky-Navy 11 – Unter falscher Flagge. Neobooks, 2019, ISBN 978-3-7485-8987-7.
- Sky-Troopers 05 – Die Wirbelwelt. Saphir-im-Stahl, 2020, ISBN 978-3-96286-024-0.
- Sky-Navy 12 – Die Maske fällt. Neobooks, 2019, ISBN 978-3-7485-9931-9.
- Sky-Navy 13 – Kampf um Rigel. Neobooks, 2019, ISBN 978-3-7502-0948-0.
- Sky-Navy 14 – Vorposten im Rylon-System. Neobooks, 2020, ISBN 978-3-7502-2093-5.
- Sky-Navy 15 – Das Seuchenschiff. Neobooks, 2020, ISBN 978-3-7502-2976-1.
- Sky-Navy 16 – Vorstoß nach Tensa. Neobooks, 2020, ISBN 978-3-7529-0348-5.
- Sky-Navy 17 – Die Feindin. Neobooks, 2020, ISBN 978-3-7529-1516-7.
- Sky-Navy 18 – Rettungskommando. Neobooks, 2020, ISBN 978-3-7529-2236-3.
- Sky-Navy 19 – Konfrontation. Neobooks, 2021, ISBN 978-3-7531-8285-8.
- Sky-Navy 20 – Die verborgene Welt. Neobooks, 2021, ISBN 978-3-7531-8960-4.
- Sky-Navy 21 – Raumpatrouille. Neobooks, 2021, ISBN 978-3-7531-9435-6
- Sky-Navy 22 – Star-Liner. Neobooks, 2022, ISBN 978-3-7541-8098-3,
- Sky-Navy 23 – Willkommen auf Peaceland. Neobooks, 2022, ISBN 978-3-7541-8098-3
- Sky-Navy 24 – Überfall auf Shanyar. Neobooks, 2022, ISBN 978-3-7541-9500-0
- Sky-Navy 25 – Durchbruch nach Shanyar. Neobooks, 2022, ISBN 978-3-7541-9785-1
- Sky-Navy 26 – Schlacht um Shanyar. Neobooks, 2022, ISBN 978-3-7541-9902-2
- Sky-Navy 27 – Im Zeichen der CoBRA. Neobooks, 2022, ISBN 978-3-7549-8675-2
- Sky-Navy 28 – Feindliche Übernahme. Neobooks, 2023, ISBN 978-3-7549-9424-5
- Sky-Navy 29 – Katastrophenfall. Neobooks. 2023, ISBN 978-3-7565-6003-5
- Sky-Navy 30 – Auf Ehre und Gewissen. Neobooks. 2023, ISBN 978-3-7565-6532-0
- Sky-Navy 31 – Sabotage. Neobooks. 2023, ISBN 978-3-7565-7174-1
- Sky-Navy 32 – Operation Freedom. Neobooks. 2024, ISBN 978-3-7565-7776-7
- Sky-Navy 33 – Die Gleichen. Neobooks. 2024, ISBN 978-3-7565-8356-0
- Sky-Navy 34 – Blockadebrecher. Neobooks. 2024, ISBN 978-3-7565-8948-7

### Historische Romane
- Velasquita. Neuer Europa Verlag, 2007, ISBN 3-86695-841-2.
- Velasquita – Mit zarter Hand und langem Messer. Neobooks, 2016 (überarbeitete Fassung), ISBN 978-3-7380-6442-1.
- Für Freiheit, Lincoln und Lee. Neobooks, 2016, ISBN 978-3-7380-6435-3.
- Die Pferdesoldaten 01 – Vorposten am Rio Grande. Neobooks, 2016, ISBN 978-3-7380-8048-3.
- Die Pferdesoldaten 02 – Im Krieg mit Mexiko. Neobooks, 2016, ISBN 978-3-7380-8773-4.
- Die Pferdesoldaten 03 – Der Pfad der Comanchen. Neobooks, 2017, ISBN 978-3-7427-9689-9.
- Die Pferdesoldaten 04 – Das Fort der Verlorenen. Neobooks, 2017, ISBN 978-3-7427-7081-3.
- Die Pferdesoldaten 05 – Todesritt. Neobooks, 2018, ISBN 978-3-7427-4563-7.
- Das Kanonenboot (Abenteuerroman). Neobooks, 2018, ISBN 978-3-7427-4643-6.
- Die Pferdesoldaten 06 – Keine Gnade für Farrington. Neobooks, 2018, ISBN 978-3-7427-2522-6.
- Die Pferdesoldaten 07 – Unter zwei Flaggen. Neobooks, 2019, ISBN 978-3-7427-0813-7.
- Die Pferdesoldaten 08 – Mit blanker Klinge. Neobooks, 2019, ISBN 978-3-7485-9956-2.
- Die Pferdesoldaten 09 – Das Kanonenboot. Neobooks, 2019, ISBN 978-3-7502-1235-0.
- Die Pferdesoldaten 10 – Der Schlächter. Neobooks, 2020, ISBN 978-3-7502-2975-4.
- Die Pferdesoldaten 11 – Unter schwarzer Flagge. Neobooks, 2020, ISBN 978-3-7529-1152-7.
- Die Pferdesoldaten 12 – Hinterhalt am Milton-Pass. Neobooks, 2020, ISBN 978-3-7529-2286-8.
- Die Pferdesoldaten 13 – Angriff im Nebel. Neobooks, 2021, ISBN 978-3-7531-8278-0.
- Die Pferdesoldaten 14 – Rache für Sand Creek. Neobooks, 2021, ISBN 978-3-7531-9886-6.
- Die Pferdesoldaten 15 – Abgeschnitten. Neobooks, 2022, ISBN 978-3-7541-8476-9
- Die Pferdesoldaten 16 – Waffen für den Süden. Neobooks, 2022, ISBN 978-3-7541-9501-7
- Die Pferdesoldaten 17 – Die Geheimwaffe. Neobooks, 2022, ISBN 978-3-7549-8594-6
- Die Pferdesoldaten 18 – Fort Coronado. Neobooks, 2023, ISBN 978-3-7549-9425-2
- Die Pferdesoldaten 19 – Santa Rosa. Neobooks, 2023, ISBN 978-3-7565-6533-7
- Die Pferdesoldaten 20 – Der Verräter. Neobooks, 2024, ISBN 978-3-7565-7272-4
- Die Pferdesoldaten 21 – Die Vertriebenen. Neobooks, 2024, ISBN 978-3-7565-8770-4

### Einzelromane
- Das Blut des Wolfes. Horror. Emons Verlag, 2011, ISBN 978-3-89705-882-8.
- Terrorziel Berlin. Katastrophen-Thriller. dotbooks Verlag, 2015, ISBN 978-3-95824-329-3.
- Spinnen-Feind. Science Fiction. Neobooks, 2014, ISBN 978-3-8476-1158-5.
- Star-Steamer. SciFi-Steampunk. Neobooks, 2018, ISBN 978-3-7427-4920-8.